# 韓偉 (學者)
韓偉（1928年12月12日—1984年8月4日），江蘇銅山人，臺灣學者，曾任中原大學校長。

## 生平
韓偉的父親韓時俊（1901－1978年）、母親范忠恕（1900－1961年）皆基督徒，兩人育有三男三女，韓偉排行第三並且為長子，九歲時受洗。在國防醫學院借讀時曾是運動校隊球員，擔任排球搥手、籃球後衛之職。留學美國賓州大學期間，受教於Doctor John Brobeck，研究內分泌及肥胖關係。其後留校任職，並昇任至終身教授職。
1970年，受張靜愚之邀，返台接任謝明山（返台前由馮之斅代理）擔任台灣中原大學校長（後由阮大年繼任校長），其後又被委任為陽明醫學院院長。
韓偉擔任校長期間，曾延攬多位海外學人回國任教。先後有鄭士昶、葉玉堂、熊慎幹、黃天賜、曹國雄、王晃三、阮大年、尹士豪、江彰吉、黃健生、董世平、林祐輔、黃惠民等人。1984年8月4日，盛年之際因腦癌（膠原質多態癌細胞）逝世，同月13日下午14時於臺北榮總介壽堂舉辦追思禮拜。在臺北信友堂舉辦安葬禮拜後安葬於新店安康墓園，另在陽明大學知行樓後山設有衣冠塚「韓園」，該園石壁上鐫刻有「非以役人，乃役于人」八字。

## 家庭
韓偉配偶為吳期敏，兩人於1957年的使者協會首屆美東華人基督徒學生夏令營結識，1960年暑期在費城第十長老教會結婚，育有2子1女，分別為長子韓中天、次子韓中地、長女韓華寧。

## 外部連結
- 故韓偉院長紀念網頁

| 教育職務      | 教育職務                                   | 教育職務      |
| ------------- | ------------------------------------------ | ------------- |
| 中原大學      |                                            |               |
| 前任： 馮之斅 | 中原大學校長 第三任 1971年－1975年         | 繼任： 阮大年 |
| 陽明醫學院    |                                            |               |
| 前任： 首任   | 陽明醫學院院長 第一任 1975年5月－1984年6月 | 繼任：        |